# Casa Ramon Vendrell
La Casa Ramon Vendrell o cal Ramon Vendrell és un edifici del municipi de Reus (Baix Camp) inclòs en l'Inventari del Patrimoni Arquitectònic de Catalunya.

## Descripció
És un edifici entre mitgeres que es troba al carrer Ample, de planta baixa, dos pisos i terrat. La façana, que recorda elements formals del modernisme centreeuropeu, presenta una composició simètrica a partir de tres portes a la planta baixa que tenen continuació amb les quatre obertures balconeres dels dos pisos. Les obertures centrals dels dos pisos tenen balcó corregut i barana de ferro. Del conjunt compositiu cal remarcar els elements ornamentals: motius florals i antropomorfs a les llindes de les obertures; i un acabament amb frontó el·líptic entre falsos semi-pilars del segon pis, que emmarquen la part principal de la façana. Presenta simulació de línies verticals a l'altura del primer pis.
Els elements ornamentals són de pedra artificial. Té un embigat de fusta i persianes enrotllades. El terrat és a la catalana. La decoració es concentra en els pisos superiors, marcada per les línies verticals que flanquegen les obertures de la façana, reforçades pels pinacles del coronament. Els plànols conservats a l'Arxiu Històric de Reus mostren una decoració en la planta de carrer, que no es va arribar a realitzar. A la planta superior, amb un coronament de façana inspirat en la Sezession vienesa, un arc presenta al seu frontó un personatge fantàstic, alat, amb rostre masculí i pits.
La casa té una planta baixa d'alçada considerable, si es compara amb les cases veïnes, destinada a usos comercials. Les obertures de la segona planta són més grans que les de la planta inferior, cosa poc usual.

## Història
El propietari de l'edifici, Jaume Ramon Vendrell, el 5 de setembre de 1912, va fer una sol·licitud a l'Ajuntament per a la reforma de dues cases veïnes, que va transformar en un sol immoble. Aquesta reforma va ser aprovada el 6 de setembre de 1912. El projecte era signat per l'arquitecte tarragoní Pau Monguió, tot i que l'obra s'atribueix a Pere Caselles.

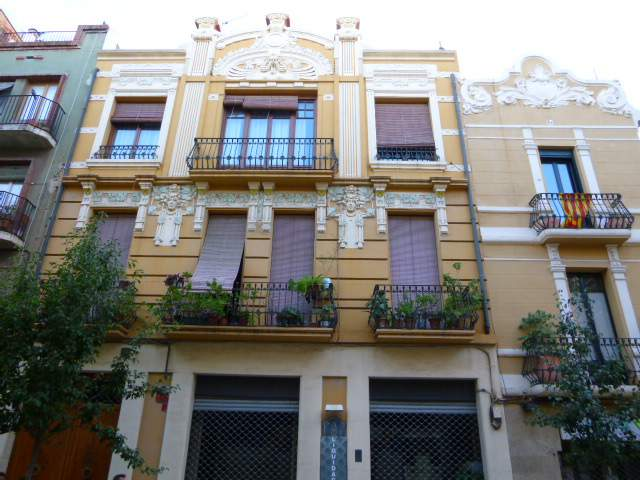
Reus - Casa Ramón Vendrell 1